# Holotrichia waterstradti
Holotrichia waterstradti är en skalbaggsart som beskrevs av Moser 1912. Holotrichia waterstradti ingår i släktet Holotrichia och familjen Melolonthidae. Inga underarter finns listade i Catalogue of Life.